# Cornides Péter
Cornides Péter (Korpona, 1814. február 14. – Korpona, 1850. március 3.) Korpona város orvosa.
Cornides János Korpona város főbírója, közjegyzője és tanácsnoka, valamint Michalitska Zsuzsanna első gyermekeként született.
Egyetlen műve Pesten jelent meg:
Orvostudori értekezés a keleti dögvész történettani vázlatáról. Pest, 1839.